# FN P90
FN P90 (tudi Fabrique Nationale Project 1990, P-90) je sodobna brzostrelka bullpup konfiguracije, produkt belgijske tovarne orožja Fabrique Nationale.
Je prvo serijsko orožje, ki spada med t.i. osebno obrambno orožje in je nastalo v želji zveze NATO po zamenjavi naboja 9x19 Parabellum z nabojem, ki bi bil po odsunu primerljiv s pištolskimi naboji, vendar učinkovitejši pri prebijanju vedno bolj razširjenih lažjih neprebojnih jopičev in bi ga bilo moč uporabljati tako v kratkocevnem, kot tudi dolgocevnem orožju. Podjetje FN Herstal je tako tekom razvoja izdelalo tako brzostrelko P90, kot tudi pištolo FN Five-seveN, ki uporablja enake naboje.

## Zasnova
Orožje P90 se po obliki močno razlikuje od ostalih orožij, kar je posledica ergonomskih raziskav. Uporabnik orožje drži s palcem in kazalcem skozi dve okrogli odprtini, ki služita kot branik sprožilca in pištolski ročaj. Celotne dimenzije orožja ne presegajo povprečne širine ramen, zaradi česar je orožje posebej primerno za uporabo v ozkih prostorih in vozilih. Zaradi uporabe polimernih delov je celotno orožje dokaj lahko in s polnim nabojnikom ne presega mase 3 kg.
Uporabljen je prosti zaklep, vendar orožje zaradi želje po večji natančnosti strelja iz zaprtega zaklepa.
P90 je zasnovan tako za levičarje, kot za desničarje, zato ima napenjalno ročico, gumb za izmet nabojnika in selektor ognja nameščene tako, da jih je možno uporabiti s katerokoli roko. Za razliko od velike večine orožij, ki prazne tulce izmetavajo ob strani, P90 prazne tulce izmetava navzdol, zato ne motijo strelca pri streljanju.
Prožilec je dvostopenjski in ob rahlem pritisku omogoča posamično streljanje, ob pritisku do konca pa rafalno streljanje. Selektor ognja je tropoložajni in omogoča avtomatski ogenj (dvostopenjski prožilec), polavtomatski ogenj (z omejitvijo hoda prožilca) in zaklenjen položaj (z blokado gibanja prožilca).
Posebnost P90 je tudi dvoredni 50-strelni nabojnik, ki se namesti paralelno na vrh zaklepišča orožja. Izdelan je iz prosojne plastike, ki omogoča nadzor nad številom preostalih nabojev. V njem so naboji nameščeni pravokotno na cev orožja; naboji se pred vstavljanjem v ležišče naboja pri premiku čez spiralno klančino zavrtijo za 90°. 
Posebej za civilni ameriški trg je ameriška podružnica FN Herstal izdelala tudi polavtomatsko različico PS90, ki se od P90 razlikuje po odsotnosti premika selektorja ognja na avtomatski način in uporabi daljše, 16-inčne cevi, ki je v skladu z ameriško zakonodajo.

## Uporabniki
- Saudova Arabija
- Venezuela
- Brazilija
- Peru: specialna enota FOES
- Nizozemska
- Francija
- Tajska
- Združene države Amerike
- Belgija

## Zanimivosti
FN P90 uporabljajo tudi ekipe v ZF nanizankah Zvezdna vrata SG-1 in Zvezdna vrata: Atlantida.